# Мужская сборная Венесуэлы по хоккею на траве
Мужская сборная Венесуэлы по хоккею на траве — мужская сборная по хоккею на траве, представляющая Венесуэлу на международной арене. Управляющим органом сборной выступает Федерация хоккея на траве Венесуэлы (исп. Federación Venezolana de Hockey sobre Cesped).
Сборная занимает (по состоянию на 6 июля 2015) 65-е место в рейтинге Международной федерации хоккея на траве (FIH).

## Результаты выступлений

### Мировая лига
- 2012/13 — 48-53-е место (выбыли в 1-м раунде)
- 2014/15 — не участвовали

### Панамериканские игры
- 1967—1979 — не участвовали
- 1983 — 8-е место
- 1987 — не участвовали
- 1991 — 8-е место
- 1995—2015 — не участвовали

### Панамериканский чемпионат
- 2000 — 10-е место
- 2004 — 11-е место
- 2009—2013 — не участвовали
- 2017 — не квалифицированы

### Чемпионат Южной Америки
- 2003—2006 — не участвовали
- 2008 — 6-е место
- 2010 — 5-е место
- 2013 — не участвовали
- 2014 —